# Elisabeth De Saedeleer
 (juillet 2022).
Si vous disposez d'ouvrages ou d'articles de référence ou si vous connaissez des sites web de qualité traitant du thème abordé ici, merci de compléter l'article en donnant les références utiles à sa vérifiabilité et en les liant à la section « Notes et références ».
Elisabeth De Saedeleer (Laethem-Saint-Martin, 17 août 1902 – Etikhove, 27 juin 1972) est une artiste textile belge.

## Biographie
Elisabeth De Saedeleer est la fille du peintre Valerius De Saedeleer, membre de l'école de Laethem-Saint-Martin. Elle a quatre sœurs, parmi lesquelles Maria-Josefa et Monica, qui jouent un rôle actif dans son entreprise,.
En 1914, alors qu'elle a douze ans, la famille De Saedeleer quitte la Belgique et s'installe à Rhydyfelin, dans le Pays de Galles. C'est là que Valerius De Saedeleer découvre le mouvement Arts and Crafts par l'intermédiaire d'un collaborateur de William Morris. Il se décide d'une part à laisser ses filles apprendre le tissage auprès de tisserands qualifiés locaux, d'autre part à assurer lui-même leur formation artistique en leur apprenant le dessin et la peinture.

## Carrière
Une fois maîtrisée la technique du tissage, Elisabeth De Saedeleer réalise des tapisseries à partir de ses propres dessins ainsi que ceux de son père sur les métiers à tisser qu'ils avaient installés.
En 1921, la famille rentre en Belgique et installe un atelier de tissage à Etikhove. Valerius rebaptise sa villa « Villa Tynlon »  (« villa au bout de la rue » en gallois). Le studio devient une entreprise artistique, la « Société de tapis d'art De Saedeleer ». En 1946, la société quitte Etikhove pour s'installer à Bruxelles et prend le nom d'« Atelier et école de tissage Elisabeth De Saedeleer ». Des cours de tapisserie sont dispensés en parallèle de l'activité de production de tapis.
En 1925, les frères Luc et Paul Haesaerts s'associent aux sœurs De Saedeleer.
Dès le début de l'atelier à Etikhove, elle assure l'aspect artistique des tapis et travaille avec des amis artistes. Outre ses propres créations et celles de son père, elle collabore avec Albert Van huffel, Edgard Tytgat, Gustave van de Woestijne, Constant Montald, Jules Boulez, Henri Puviez, Charles Leplae, Anto Carte, Georges Creten, Paul Haesaerts et Albert Saverys. Les tapis sont produits en édition limitée : un maximum de six versions par motif sont réalisés. Le monogramme du créateur et du studio sont apposés sur chaque tapis.
À partir de 1927, à la demande d'Henry Van de Velde, alors directeur de l'Institut supérieur des arts décoratifs, De Saedeleer prend en charge l'atelier de tissage et d'art de la tapisserie. Elle occupe ce poste pendant 15 ans.
En mai 1970, elle ouvre le « Centre d'art et d'artisanat Valerius De Saedeleer », à proximité de la « Villa Tynlon » à Etikhove. En hommage à son père, elle fait revivre l'âge d'or des années 1920-1930.

## Expositions
- Exposition des Arts Décoratifs et Industriels Modernes, Paris, 1925
- Galerie Dietrich, Bruxelles, 1948
- Musée des arts décoratifs, Gand, 1954
- Exposition universelle de 1958, Bruxelles, 1958
- Galerie Contrast Punt 1, Gand, 1971

## Publications
- (nl) De Handweefkunst, Éditions Drukkerij Van Buggenhoudt, 1947
- (nl) The Handweaving Art, Studio d'art Elisabeth De Saedeleer, 1974.